# Viničné Šumice
Viničné Šumice (in tedesco Schumitz) è un comune della Repubblica Ceca facente parte del distretto di Brno-venkov, in Moravia Meridionale.